# 大阪國際機場
大阪國際機場（日语：／ Ōsaka kokusai kūkō */?），通稱伊丹機場（／ Itami kūkō），座落於日本兵庫縣伊丹市、大阪府豐中市、以及大阪府池田市之間，啟用於1939年，與关西国际机场、神戶機場並列為關西地方三大機場，並由關西機場公司營運。
大阪國際機場根據日本《空港法》分類為國內航線的據點機場，使機場雖以「國際」為名，但在1994年關西國際機場啟用後與前者分工，成為國內航線專用機場。

## 簡介
日本關西地區的主要國內線機場。查閱機場的地圖，機場屬於大阪府與兵庫縣的邊境，航運大樓附近錯綜複雜，如同飛地的存在著。因此警備機場的警察分別屬於大阪府和兵庫縣。
營運時間從2006年4月1日開始於7:00～21:00營運（2006年3月31日之前24小時營運），如果有緊急狀況發生的話與其他的機場一樣可臨時調整關閉時間。
大阪國際機場是以前日軍的機場（1939年的大阪第二機場。順帶一提的是，大阪第一機場是現在的八尾機場）。由於第二次世界大戰日本戰敗，這個機場被美軍接收。當時候命名為「伊丹空軍基地」俗稱「伊丹機場」。1958年3月機場歸還日本後「大阪機場」開始營運，1959年7月成為第一種機場開設國際航線，改稱「大阪國際機場」。
飛機的著陸時全日空的日語廣播為「伊丹空港」，日航的日語廣播為「大阪國際空港」，兩家航空公司英語廣播一致稱為「Osaka International Airport」。
大阪國際機場每天總共有370架班次起降，噴射型客機200架班次，螺旋槳型客機170架班次。至2006年4月為止，噴射型客機班次一直都在滿載狀態，在日本國內的機場最困難地方是增加班次。但是夏季和年末年初是例外，大幅增加的班次中最受歡迎的千歲航班，那霸航班，鹿兒島航班為主。同時為了螺旋槳型客機還有生存的空間，各家航空公司都有增加班次。
從市區週遭的居民指出噪音等公害問題，為了解決這個問題，原本大阪國際機場規劃在關西國際機場於1994年開始營運時封閉，但遭多數居民以經濟將會受到影響反對，經過多次協調後，大阪國際機場轉為日本國內線專用機場。
日本關西地區有大阪（伊丹）和關西以及2006年2月16日啟用的神戶等三座機場在營運。計畫關西國際機場二期工程的國土交通省及大阪府主張三座機場比兩座機場起降率提升。一方面提升關西機場啟用後的便利性，另一方面又可以讓使用大阪機場的乘客增加。自2006年4月起，為降低噪音，大阪機場對於大型客機開始限制，禁止超過2具發動機的飛機起降。
為了避免外國遊客將大阪國際機場與關西國際機場混淆，營運日本關西地區三大機場的關西機場公司於2025年1月30日將大阪國際機場的英文從原本的「Osaka International Airport」變更為「Osaka Itami Airport」，正式名稱、IATA代碼不變。
日本提倡副首都構想的危機管理專門的省廳官員曾表示假設東京發生了大地震或恐怖活動等導致機能癱瘓無法正常運作時，大阪國際機場（伊丹機場）將會廢除，並在機場原址成立副首都。

## 歷史
1939年1月17日大阪第二飛行場開始營運。日本戰敗後，美軍接收機場，1958年3月歸還日本後「大阪機場」開始營運。1959年7月改為第1種機場並且開闢國際航線，改名為「大阪國際機場」。
高度經濟成長期大阪市的近郊都市也開始擴大，這個時候機場週邊住宅用地需求開始上升。為了因應機場的大型噴射客機起降率開始提升，1970年啟用長達3000m的B跑道，噪音的問題越來越嚴重，要求禁止夜間飛行的居民開始準備提起訴訟，以及要求廢止大阪國際機場的公害等調整委員會開始運作。在1973年伊丹市宣言「大阪國際機場撤去城市」的訴求。1981年日本最高法院判決居民勝訴，要求日本政府國家賠償。
另一方面1960年代後半開始討論大阪國際機場的遷移，1974年播磨灘、神戶沖（「沖」指沿岸或近海）與泉州沖為候選地點。神戶沖由於距離京阪神城市圈最近而最被看好，但在當時神戶市民的激烈的反對而作罷。1980年泉州沖填海造陸的新機場（即關西國際機場）開始興建；神戶市則在1982年提交神戶機場的興建計劃，遲至1999年9月才動工。

## 航空公司與航點
| 航空公司                        | 目的地 | 航廈 |
| ------------------------------- | --- | ---- |
| 伊别克斯航空                    | 大分、仙台、新潟、福岡、福島 | 南   |
| 天草航空                        | 熊本 | 北   |
| 日本航空                        | 札幌/新千歲、沖繩、奄美、東京/成田、東京/羽田 季節性：女滿別、旭川、松本                                                                         | 北   |
| 日本航空 （由J-Air營運）        | 三澤、大分、山形、仙台、札幌/新千歲、函館、松山、花卷、長崎、青森、秋田、宮崎、鹿兒島、新潟、熊本、福岡                                          | 北   |
| 日本空中通勤                    | 出雲、但馬、屋久島、隱岐 季節性：種子島 | 北   |
| 全日本空輸                      | 大分、仙台、札幌/新千歲、沖繩、函館、東京/成田、東京/羽田、松山、長崎、青森、秋田、宮崎、高知、鹿兒島、新潟、熊本、福岡、福島 季節性：石見、釧路 | 南   |
| 全日本空輸 （由全日空之翼營運） | 大分、仙台、札幌/新千歲、函館、松山、長崎、青森、秋田、宮崎、高知、鹿兒島、新潟、熊本、福岡                                                      | 南   |

## 對外交通

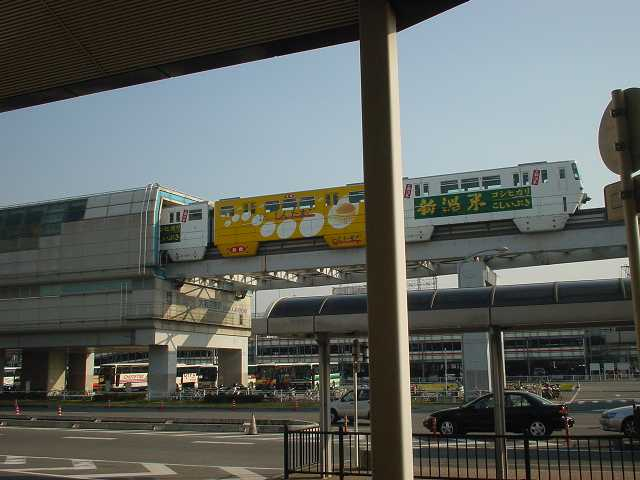
一列大阪單軌電車正離開大阪國際機場站

- 機場巴士（大阪機場交通、阪神電气鐵道、伊丹市交通局等）
  - JR伊丹站前（約10分）、大阪站前（約25分）、新大阪站（約25分）、難波站（約25分）、大阪阿部野橋站（天王寺）（約30分）、京橋站（約55分）、京都站八條口（約55分）、神戸站（約40分）、等多數。
- 大阪高速鐵道大阪單軌電車線 大阪機場站
- 阪神高速道路 池田線 大阪機場出入口（日语：大阪空港出入口）

## 外部連結
- 大阪國際機場 （页面存档备份，存于）（日語）（英文）（简体中文）（繁體中文）
- (PDF). 国土交通省航空局航空ネットワーク企画課.   [2015-10-03]. （原始内容 (PDF)存档于2015-09-23）.